# Marathon Media

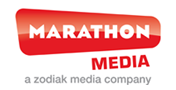
Logo

Marathon  is een Frans bedrijf dat programma's produceert. Marathon richt zich voornamelijk op drama, tekenfilms en documentaires.

## Geschiedenis
Marathon werd in 1990 opgericht door Olivier Brémond en Pascal Breton, en groeide snel uit tot een internationaal productiebedrijf. In Nederland produceerde Marathon een aantal programma's voor Jetix/Disney XD:
- Totally Spies!
- Team Galaxy
- Logo Story
- Monster Buster Club
- De Vijf
- Martin Mystery
- Rekkit Rabbit